# District de Faisalabad
Le district de Faisalabad (en ourdou : ضلع ٹوبہ ٹیک سنگھ) ou anciennement le district de Lyallpur est une subdivision administrative de la province du Pendjab au Pakistan. Créé en 1904 autour de sa capitale Faisalabad, les deux entités portaient le nom de Lyallpur avant 1979.
Le district compte près de huit millions d'habitants en 2017, soit le deuxième plus peuplé de la province. Sa capitale Faisalabad est par ailleurs la troisième plus grande ville du pays et un important centre industriel. La population parle essentiellement le pendjabi.

## Histoire

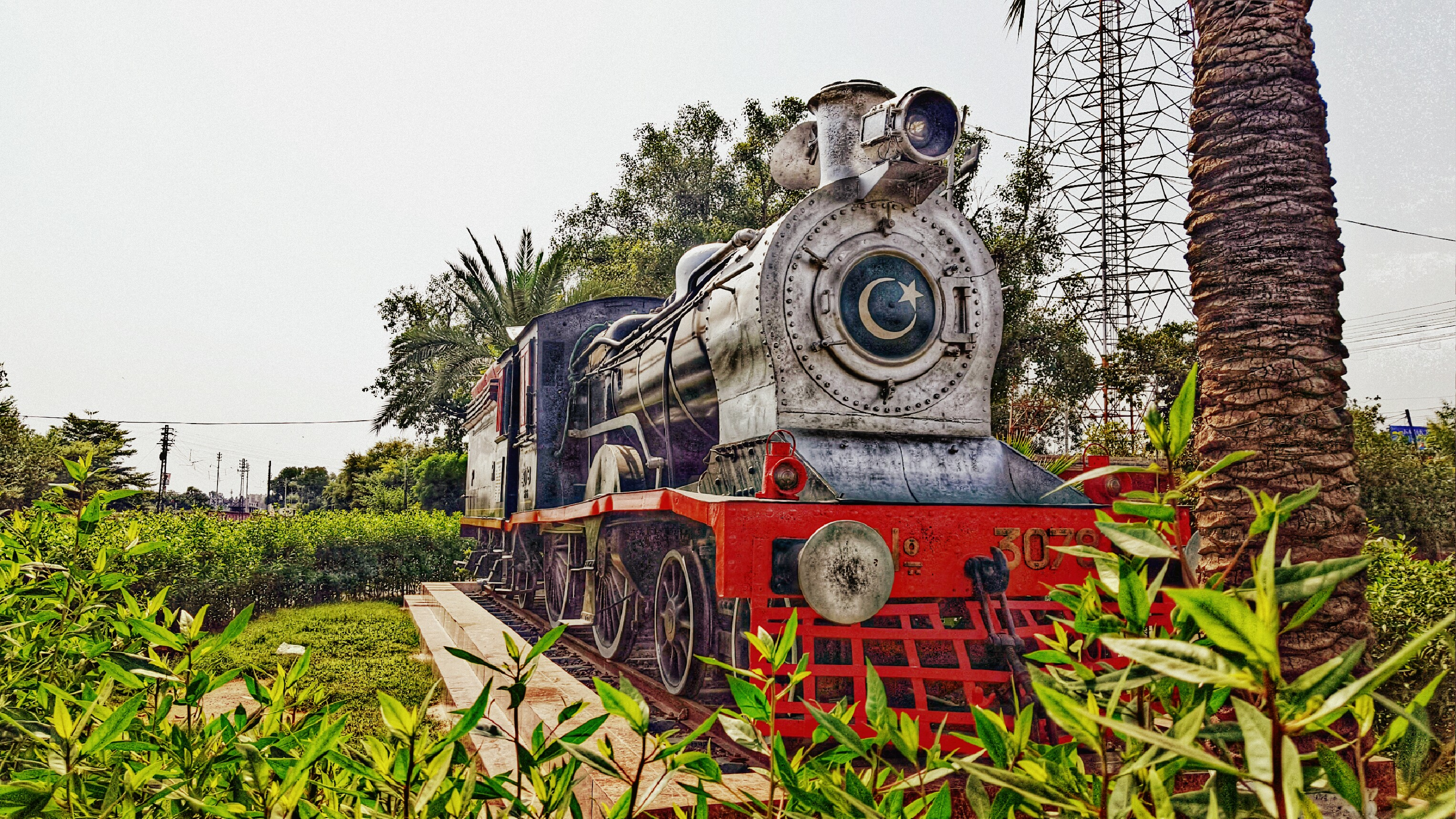
Ancienne locomotive exposée à Faisalabad.

La région de Lyallpur a été sous la domination de diverses puissances au cours de l'histoire, notamment le Sultanat de Delhi puis l'Empire moghol. Elle est intégrée au Raj britannique en 1858 et le tehsil de Lyallpur est créé en 1896 au sein du district de Jhang. En 1904, Lyallpur devient un district séparé.
La population majoritairement musulmane du district a soutenu la création du Pakistan en 1947. Lors de la partition des Indes qui suit, de nombreux hindous et sikhs quittent la région tandis que des réfugiés musulmans s'y installent. En 1979, le district et sa capitale changent de nom pour Faisalabad et en 1983, le district perd une grande partie de sa superficie avec la création du district de Toba Tek Singh.

## Démographie
Lors du recensement de 1998, la population du district a été évaluée à 5 429 547 personnes, dont environ 43 % d'urbains. Le taux d'alphabétisation était de 52 % environ, donc un peu supérieur aux 47 % de la province du Pendjab. Il se situait à 61 % pour les hommes et 42 % pour les femmes, soit un différentiel de 19 points, inférieurs aux 22 points de la province.
Le recensement mené en 2017 pointe une population de 7 873 910 habitants, soit une croissance annuelle de 1,97 % depuis 1998, inférieure aux moyennes nationale et provinciale de 2,4 % et 2,13 % respectivement. Le taux d'urbanisation monte à 48 %.
Près de 87 % la population du district parle le pendjabi, mais on trouve de petites minorités parlant ourdou. Le district compte quelques minorités religieuses, soit 2,3 % d'hindous en 1998, 1,2 % de  chrétiens et 0,3 % de sikhs.

## Administration

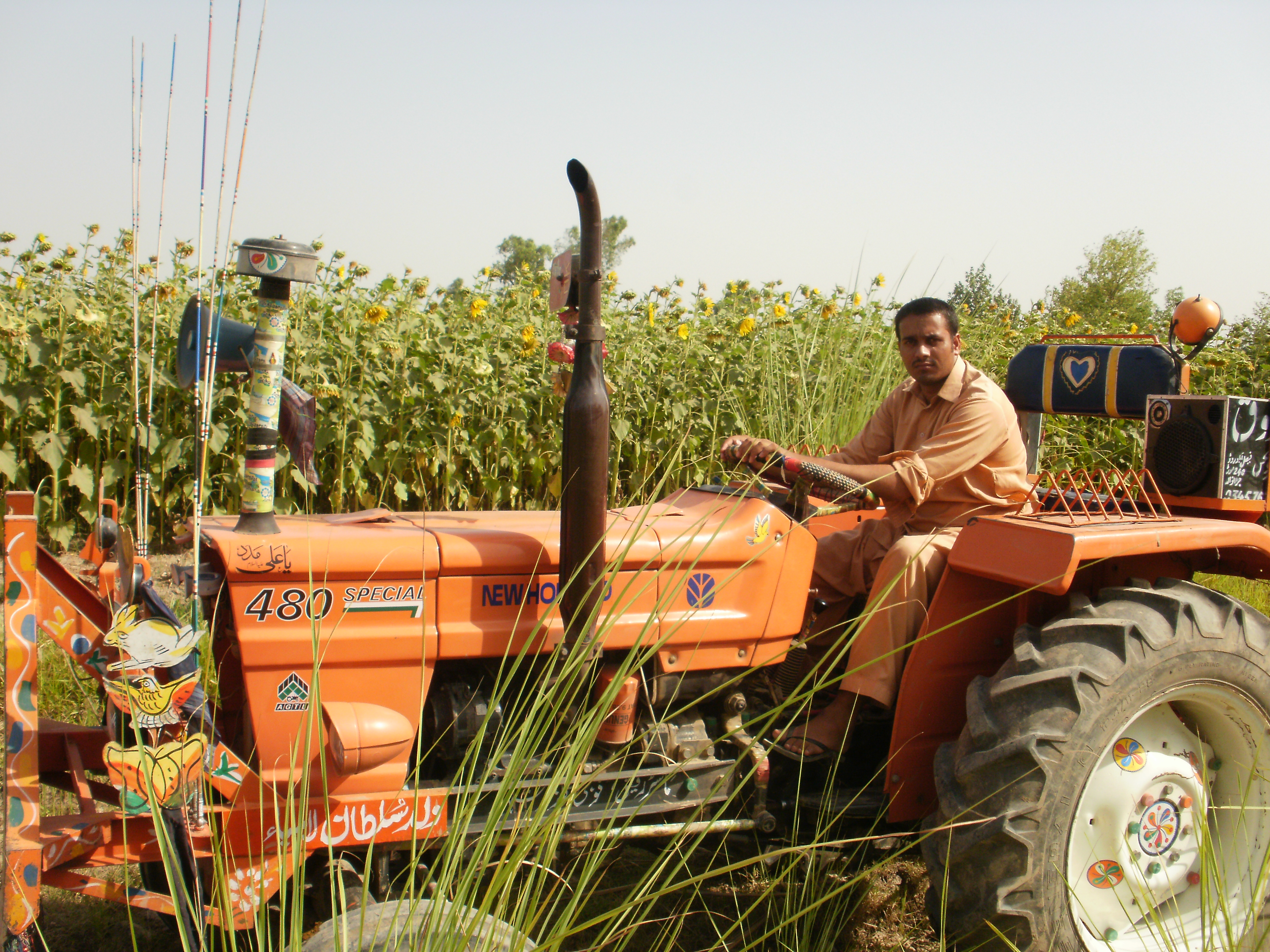
Paysan dans le tehsil de Samundri.

Le district est divisé en six tehsils ainsi que 189 Union Councils.
| Tehsil           | Population (rec. 2017) |
| ---------------- | ---------------------- |
| Chak Jhumra      | 332 461                |
| Faisalabad-ville | 3 238 841              |
| Faisalabad Sadar | 1 465 411              |
| Jaranwala        | 1 492 276              |
| Samundri         | 643 068                |
| Tandlian Wala    | 702 733                |

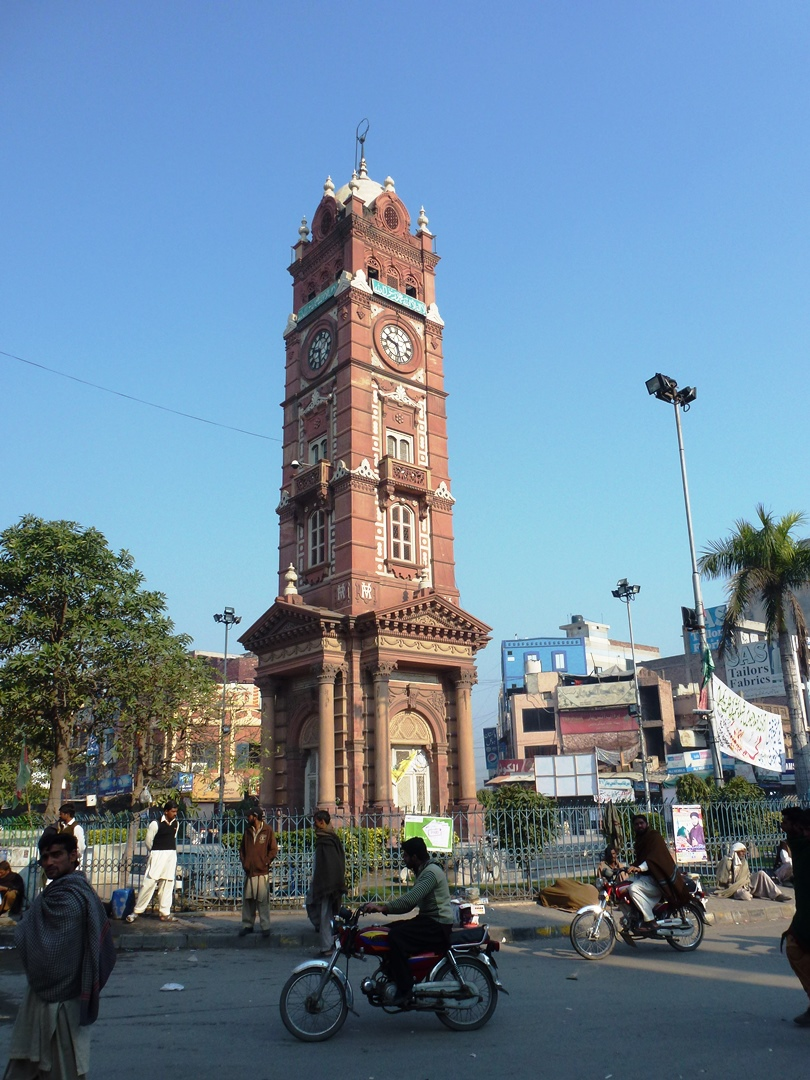
La Clock Tower, monument emblématique de Faisalabad.

Huit villes du district dépassent les 20 000 habitants. La plus importante est de loin la capitale Faisalabad, qui est par ailleurs la troisième plus grande ville du pays. Elle rassemble près de 41 % de la population totale du district et 85 % de sa population urbaine.
| Ville        | Population (rec. 2017) |
| ------------ | ---------------------- |
| Faisalabad   | 3 203 846              |
| Samundri     | 156 991                |
| Jaranwala    | 150 380                |
| Khurrianwala | 75 876                 |
| Chak Jhumra  | 48 724                 |
| Tandlianwala | 47 576                 |
| Dijkot       | 39 917                 |
| Mamu Kanjan  | 37 018                 |

## Éducation

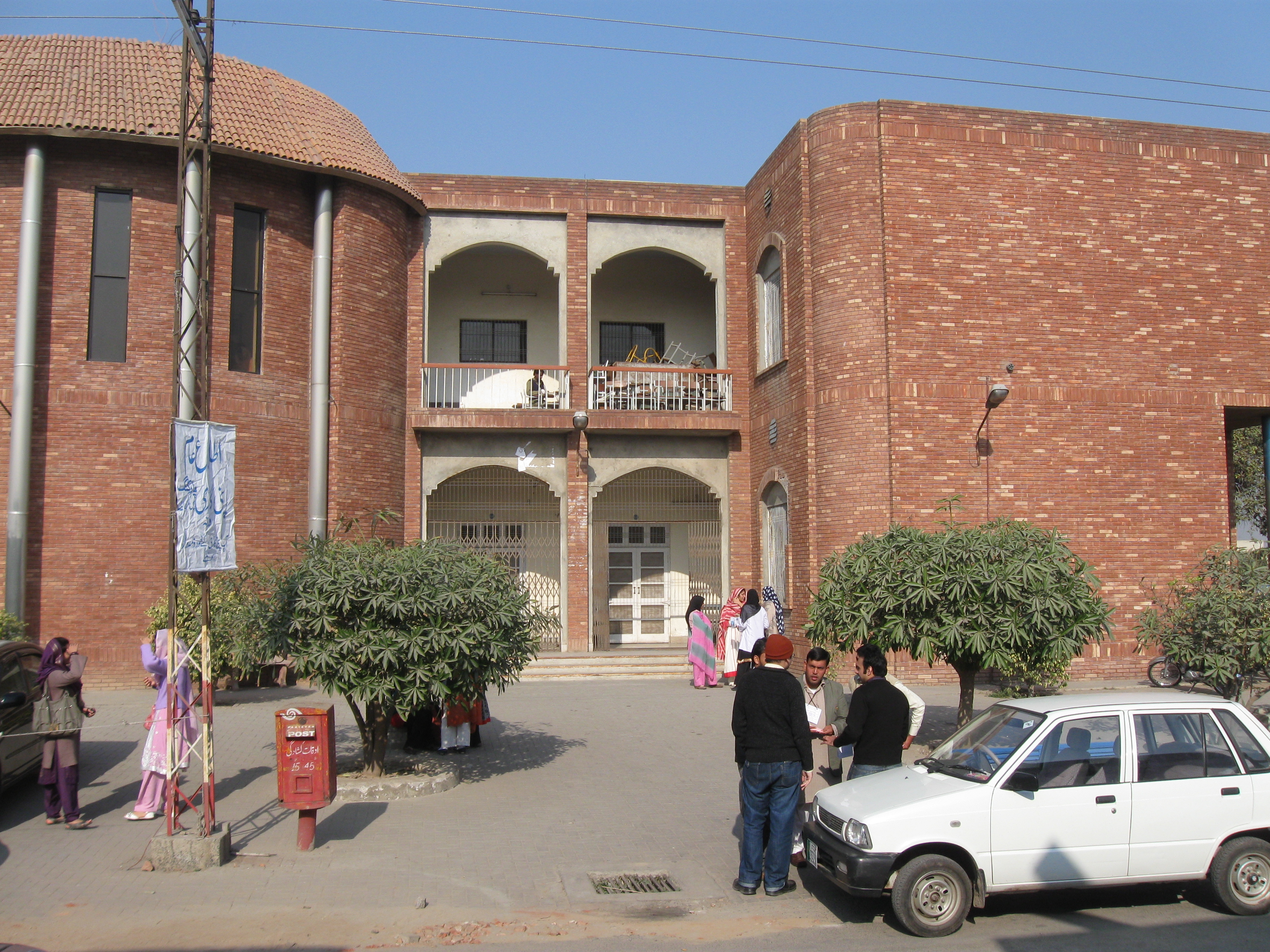
Faculté de médecine à Faisalabad.

Selon un classement national sur la qualité de l'éducation, le district se trouve parmi les mieux noté du pays, avec une note de 77 sur 100 et une égalité entre filles et garçons de 98 %. Il est classé 2e sur 141 districts au niveau des résultats scolaires et 34e sur 155 au niveau de la qualité des infrastructures des établissements du primaire.

## Économie
La ville de Faisalabad vit principalement de son industrie textile, la plus puissante du pays et représentant jusqu'à 65 % des exportations nationales dans ce domaine. La mégapole contient également plusieurs banques internationales, ainsi que les rédactions de nombreux journaux. Toutefois, le reste du district reste en grande partie rural et vit notamment de l'agriculture.
Le district est relativement bien desservi par le réseau de transports du pays, étant situé sur la ligne de chemin de fer qui va de Wazirabad à Lodhran, puis Karachi. Depuis 2003, le district est également relié au réseau d'autoroutes qui connecte les principales villes du nord du pays, à savoir Lahore ainsi que Rawalpindi et la capitale Islamabad. Enfin, l'aéroport international de Faisalabad accueille des vols nationaux et internationaux de la Pakistan International Airlines ainsi que de la Shaheen Air.

## Politique
À la suite du redécoupage électoral de 2018, le district est représenté par les dix circonscriptions no 101 à 110 à l'Assemblée nationale ainsi que les vingt-une circonscriptions no 97 à 117 de l'Assemblée provinciale. Lors des élections législatives de 2018, le district est nettement remporté par le Mouvement du Pakistan pour la justice même si la Ligue musulmane du Pakistan (N) résiste bien au niveau des sièges provinciaux.
| Parti                                       | Voix (national) | %       | Élus nationaux | Élus provinciaux |
| ------------------------------------------- | --------------- | ------- | -------------- | ---------------- |
| Mouvement du Pakistan pour la justice       | 928 563         | 41,45 % | 6              | 10               |
| Ligue musulmane du Pakistan (N)             | 771 845         | 34,53 % | 2              | 10               |
| Tehreek-e-Labbaik Pakistan                  | 80 265          | 3,59 %  | 0              | 0                |
| Parti du peuple pakistanais                 | 79 763          | 3,57 %  | 0              | 0                |
| Allah-o-Akbar Tehreek                       | 41 601          | 1,86 %  | 0              | 0                |
| Autres partis                               | 21 560          | 0,96 %  | 0              | 0                |
| Indépendants                                | 311 976         | 13,96 % | 1              | 1                |
| Total exprimés (participation : 57,06 %)    | 2 235 573       | 100 %   | 4              | 9                |
| Source : Commission électorale du Pakistan, |                 |         |                |                  |